# Villa Rümelin (Lerchenstraße 74)

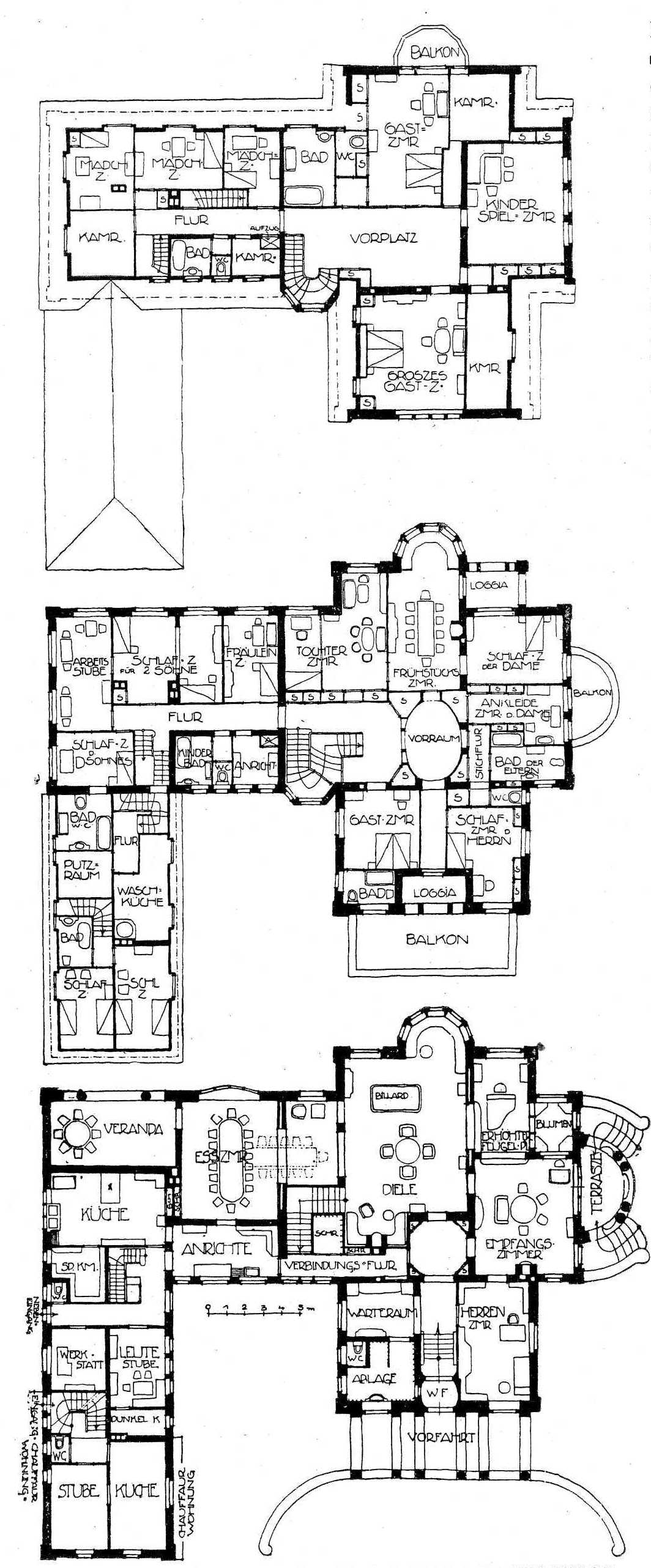
Grundriss der Villa Rümelin

Die Villa Rümelin war eine Villa in der Lerchenstraße 74 in Heilbronn. Die Villa galt als Beispiel für die Architektur des Hermann Muthesius, des Hauptvertreters des um 1900 in Deutschland populären Landhausstils. Das Gebäude wurde 1970 abgebrochen.

## Beschreibung
Die Villa war 1913 von Hermann Muthesius für die Heilbronner Bankiersfamilie Rümelin persönlich entworfen und von Adolf Braunwald als Bauleiter ausgeführt worden. Das zweigeschossige Gebäude auf einem hohen Betonsockel mit hohem Mansardgiebeldach, war auf einem L-förmigen Grundriss errichtet worden. Die Schauseite zur Straße hin bildete ein in Sandstein ausgeführter Schweifgiebel mit Voluten und vorgelegtem Portikus. Der Portikus bestand aus sechs ionischen Säulen, die einen Architrav mit darüber befindlicher Aussichtsterrasse trugen. Ein zweiter in Sandstein gefertigter Schweifgiebel mit Voluten war nach Nordwesten hin gebaut worden, dem wiederum ein Portikus mit sechs Säulen, diesmal halbrund vorgelegt worden war. Zum Garten hin war wieder ein Schweifgiebel zu sehen, dem ein über zwei Stockwerke durchgehender polygonaler Standerker vorgelegt war. Oberhalb des Erkers war ein Balkon.
Die Halle war mit einer Kiefernholzvertäfelung ausgestattet worden, die bräunlich grau gebeizt wurde. Dort befand sich auch ein großer grüner Kamin. Dieser war mit Keramik aus den großherzoglichen Werkstätten in Karlsruhe gestaltet worden. Gepolsterte Sitzbänke machten die Kaminnische zu einem bequemen Aufenthaltsort der Halle. Ein anderer Sammelpunkt befand sich im Erker, der auf die Rosenterrasse hinaus gelegen war. Das Empfangszimmer war ganz besonders ausgestattet worden. Dort war ein großes Gemälde zu sehen, das oberhalb des Kamins angebracht worden war. Die Wände des Empfangszimmers hatten einen grau geblümten Seidenstoff als Verkleidung, der wiederum in Kirschholzumrahmungen gebracht worden ist. Auch die anderen Wände und Decke wurden mit einer Kirschholzvertäfelung versehen.

## Geschichte
In der Nachkriegszeit wurde das gut erhalten gebliebene Gebäude für verschiedene Zwecke verwendet. So fand am 3. September 1950 eine von Gerda Schroedter organisierte Ausstellung „Zeitgemäße Inneneinrichtungsgegenstände“ statt. Das Amerikahaus veranstaltete am 18. Mai 1951 einen Klavierabend mit dem amerikanischen Pianisten Harold Heiberg und am 31. Mai 1951 einen Liederabend mit der farbigen Sängerin Marguerite Wood. Diese wurde von Franz Hallsch am Klavier begleitet. Am 5. Juni 1951 fand unter der Leitung des Amerikahauses ein Konzert mit Maria Stoesser statt, einer kalifornischen Pianistin. Am 24. Juli 1951 organisierte das Amerikahaus in der Villa ein Klavierkonzert mit dem Pianisten George Hadjinikos. Zusätzlich fand dort eine Ausstellung abstrakter Kompositionen von Fritz Kolb statt. Am 6. August 1951 veranstaltete das Amerikahaus ein Konzert in der Villa mit dem Pianisten Noël Lee.
Weiter war dort eine Ausstellung mit Aquarellen von Albert Volk zu sehen. Am 27. August 1951 wurde dort unter der Leitung des Amerikahauses ein Konzert mit dem ungarischen Geiger Dénes Zsigmondy und der Pianistin Anneliese Nissen, veranstaltet. Am 24. September 1951 fand dort ein Liederabend des Amerikahauses mit der Sopranistin Patricia Konnor statt. Am 1. November 1951 wurden in der Villa zwei Kurz-Opern, Das Telefon von Gian Carlo Menotti und La serva patrona von Giovanni Battista Pergolesi, aufgeführt. Dezember 1954 wird die Villa für eine Weihnachts-Ausstellung von der Architektin Gerda Schröedter aus Talheim genutzt.
Die Villa an der Lerchenstraße 74 wurde 1970/74 abgerissen. Später wurde das Grundstück mit Alexanderstraße 44 bezeichnet.
Am 19. Oktober 1974 stellte Dr. Werner Heim eine Liste mit 60 Heilbronner Jugendstilgebäuden vor. Anlass war der Abbruch der beiden „bedeutenden Jugendstilgebäude“ Villa Rümelin (Alexanderstr. 44) und Pfleiderer (Lerchenstr. 69). Er beabsichtigte, diese Liste den Bauämtern zu geben. Ziel sollte sein, vor dem Abbruch der Bauten das Historische Museum zu informieren.
Am 7. Dezember 1974 zeigte der Steinmetz- und Bildhauermeister Franz Hamerla seine Ausstellung "Jugendstilhäuser in Heilbronn". Dazu zählten neben Stadttheater und Villa Pfleiderer, auch die Villa Rümelin. Dr. Robert Koch, der 30 Fotografien dazu erstellt hatte, beabsichte einen Katalog der Gebäude zu erstellen, von denen der größte Teil bereits abgerissen wurde.

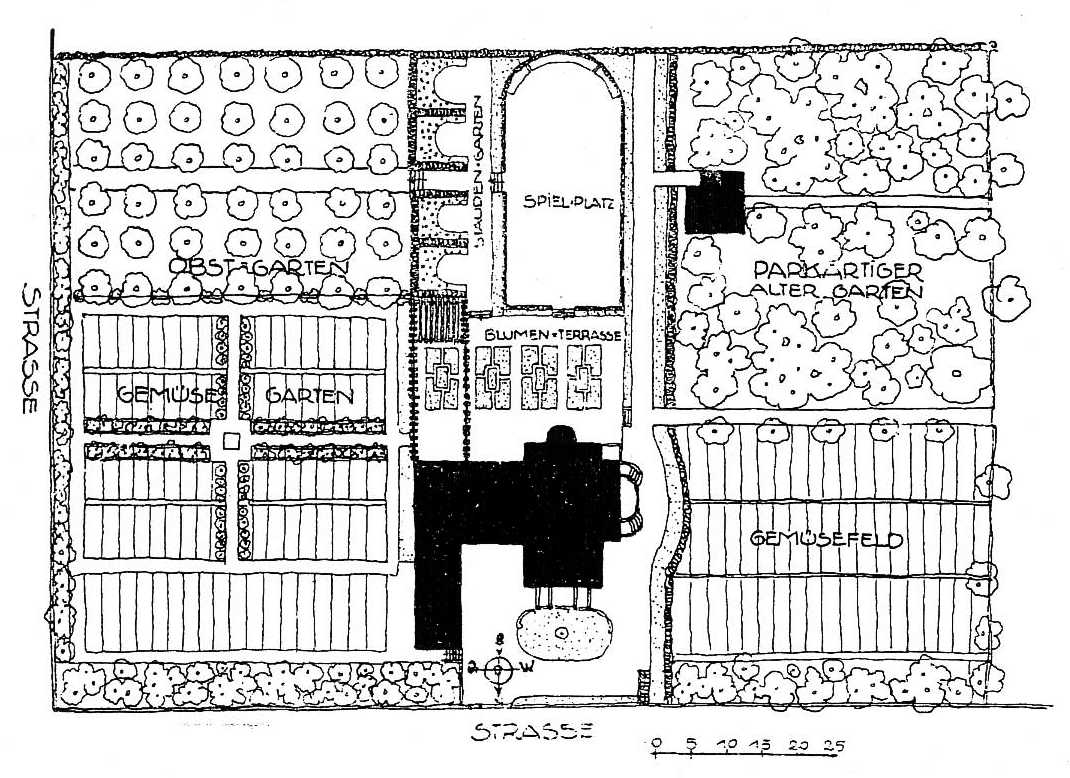
Lageplan des Hauses Rümelin